# Audrey Horne
(Audrey Horne)
Audrey Horne è un personaggio immaginario della serie televisiva statunitense I segreti di Twin Peaks, creata da Mark Frost e David Lynch. È interpretato da Sherilyn Fenn, con la voce italiana di Loredana Nicosia nelle prime due stagioni, e di Roberta Greganti nella terza stagione.
Audrey è la figlia del ricco imprenditore Benjamin Horne, nel corso della serie sviluppa un forte interesse sentimentale per l'agente Dale Cooper e lo aiuta nelle sue indagini sull'assassinio di Laura Palmer.

## Profilo
Descritta in una pagina del diario segreto di Laura come: «Una ragazza molto carina ma taciturna e a volte malvagia», Audrey si adatta all'immagine di una povera piccola ragazza ricca capace di avere qualsiasi cosa desideri a parte l'amore di suo padre, Benjamin Horne, il quale invece lo diede, sia fisicamente che emotivamente, alla defunta Laura Palmer. Il desiderio della giovane di attirare l'attenzione paterna la porta a commettere atti spregiudicati che la etichettano come piantagrane; in una scena dell'Episodio Pilota, Audrey fa saltare al padre l'affare milionario con i norvegesi, raccontando loro dell'omicidio di Laura.
Caratterizzata inizialmente da un fare malizioso, machiavellico e dispettoso, Audrey è probabilmente il personaggio che si evolve maggiormente nel corso della serie, arrivando a diventare una ragazza responsabile, dai grandi e solidi ideali, nonché una dei maggiori collaboratori negli affari paterni. Il suo cambiamento è da attribuire al desiderio di fare del bene ispiratole dall'influenza dell'agente Cooper.
Verso il finale della serie, viene inoltre avanzata l'ipotesi che Audrey sia sorellastra di Donna Hayward, dato che viene lasciato a intendere che Benjamin Horne sia anche il padre della ragazza. Nel corso della serie Audrey e Donna sono sempre state in ottimi rapporti ma mai esattamente intime.
Nella seconda stagione, il regista David Lynch, avrebbe voluto far nascere una seria storia d'amore tra l'agente Cooper e Audrey, ma Kyle MacLachlan rifiutò l'idea, convinto che un onesto agente dell'FBI che svolge al meglio il proprio lavoro, non dovesse lasciarsi coinvolgere da una ragazza che frequenta ancora il liceo. Motivo per il quale i produttori della serie, nel tentativo di rimediare, fecero relazionare Audrey con Bobby Briggs e John Justice Wheeler.
In netto contrasto con Laura Palmer, così come con l'immagine sensuale e provocante che la stessa Audrey ama dare di sé, essa è in realtà molto casta, difatti per la maggior parte della serie non ha una vita sessuale né relazioni sentimentali di alcun tipo poiché a suo dire "intimorisce i ragazzi". In uno degli ultimi episodi rivela di essere vergine.
Dotata di movimenti armonici ed una grande passione per la danza, Audrey è spesso mostrata in siparietti ballati durante la serie, tanto che Angelo Badalamenti compose i leitmotiv Audrey's Dance, Audrey's Prey e Audrey apposta per il personaggio.

## Biografia

### Antefatti
Audrey Horne nacque a Twin Peaks, Washington, il 24 dicembre 1970, da Benjamin e Sylvia Horne. Secondogenita della coppia, ha un fratello maggiore, Johnny Horne, mentalmente ritardato. Suo padre, preferendo dedicarsi ai suoi affari, mise sempre in secondo piano la famiglia, e non diede mai alla piccola l'affetto necessario per sentirsi amata, motivo per il quale Audrey crebbe leggermente viziata ed attaccabrighe.
Negli anni la ragazza maturò una certa malinconia ed una punta di invidia nei confronti di Laura Palmer, badante di Johnny nonché figlia di Leland, l'avvocato della sua famiglia, che Benjamin Horne si dimostrò capace di amare come fosse figlia sua.
Nonostante ciò, Audrey non odiò mai Laura e, sebbene non fossero nemmeno amiche, le volle comunque molto bene per via di tutto ciò che fece per suo fratello Johnny.

### NeI segreti di Twin Peaks
Dopo l'omicidio di Laura, Audrey si dà molto da fare per scoprire la verità, motivo per il quale avvicina l'agente Dale Cooper, il quale pernotta al Great Northen Hotel, di proprietà della famiglia Horne. La ragazza instaura in breve con l'uomo un rapporto di stima reciproca che sfocia in una tenera amicizia e ad un'infatuazione da parte della ragazza, che tuttavia Cooper respinge poiché timoroso possa accadere anche ad Audrey quanto accaduto a Caroline.
I rapporti tra Audrey e Dale rimangono tuttavia parecchio intimi e, aiutandolo ad indagare sull'omicidio di Laura, essa s'infiltra al One Eyed Jacks, dove scopre della seconda vita del padre. Prima che possa fuggire dal bordello per raccontare a Cooper quanto appreso, viene tuttavia catturata dai gestori del locale: Blackie O'Reilly e Jean Renault, che la tengono prigioniera per chiedere un riscatto al padre. Fortunatamente per lei, Cooper riesce a salvarla dalle grinfie dei due criminali. Successivamente la ragazza rivela all'agente che il padre è il proprietario del One-Eyed Jacks e che ha avuto rapporti sessuali con Laura Palmer, che vi lavorava come accompagnatrice.
Tali rivelazioni portano all'arresto del padre della ragazza, tuttavia quando Cooper scopre che il vero colpevole è Leland Palmer, Benjamin Horne viene scarcerato e, trovandosi in stato di shock per via dell'incarceramento, Audrey decide di ripristinare la sua salute mentale con l'aiuto di Bobby Briggs e del dottor Jacoby, prendendo, nel frattempo, le redini della società assieme a suo zio Jerry.
Ripristinata la salute paterna, Audrey appiana il burrascoso rapporto con l'uomo, che nel frattempo si è pentito dei suoi errori passati ed ha deciso di porvi rimedio, a partire dall'aver trascurato sua figlia. Poco tempo dopo, la giovane incomincia una relazione con John Justice "Jack" Wheeler, uomo d'affari con cui gli Horne entrano il società e di cui essa è pazzamente innamorata. Proprio con il ragazzo, Audrey perde la verginità, pur sapendo che non sarà un amore di lunga durata. Difatti prima della fine della stagione il ragazzo parte per il Brasile. Nel frattempo diventa una donna d'affari, infatti, per conto del padre, le vengono affidati incarichi sempre più importanti, trattative con clienti o viaggi d'affari.
Nell'episodio finale, per protestare contro il Progetto Ghostwood, Audrey compie un atto di disobbedienza civile incatenandosi al caveau della banca di Twin Peaks. Poco dopo tuttavia, Andrew Packard entra nel caveau ed apre una cassetta di sicurezza la quale si rivela contenere una bomba, ricompensa ironica di una lunga caccia al tesoro, piazzata da Thomas Eckhardt. La detonazione dell'ordigno avviene istantaneamente colpendo il direttore della banca, Andrew Packard, Pete Martell e la stessa Audrey. La sua sorte rimane ambigua; nel finale, viene suggerito che Donna Hayward sia in effetti la sorellastra di Audrey, con la quale condividerebbe lo stesso padre biologico Benjamin Horne.
Nel 2001 Sherilyn Fenn, in un'intervista interattiva all'America online, dichiarò che in programma c'era una terza stagione, poi cancellata dai produttori della rete, e che il personaggio di Audrey sarebbe sopravvissuto all'esplosione.

### InTwin Peaks(2017)
La Fenn riprende il ruolo di Audrey nella continuazione di Twin Peaks andata in onda nel 2017, apparendo per la prima volta nel 12º episodio. Viene mostrata come sposata infelicemente a un uomo di nome Charlie, mentre cerca di ritrovare il suo passato amante Billy, che è scomparso. Audrey e Charlie vanno a cercare Billy alla Roadhouse, dove il complesso sul palcoscenico si mette a suonare il motivo Audrey's Dance della serie originale, ed Audrey inizia a danzare. Improvvisamente, nel locale scoppia una rissa, e Audrey chiede a Charlie di riportarla a casa. Il locale scompare e la donna si ritrova in una camera bianca illuminata. Un'altra volta, la sua sorte rimane sospesa, sebbene si sia ipotizzato che si trovi in coma, in un ospedale psichiatrico, o in una "loggia" simile a quella in cui Cooper rimane imprigionato alla fine della seconda stagione. Lynch ha detto che il destino di Audrey è lasciato all'interpretazione dello spettatore.
In questa stagione, il dottor Hayward rivela che il doppio malvagio di Cooper l'ha visitata in ospedale poco dopo l'esplosione nella banca; si sottintende che il doppio l'abbia stuprata, facendole concepire il suo figlio sociopatico Richard.
Nel suo libro Twin Peaks: The Final Dossier, uscito poco dopo la première della nuova serie, il coautore della sceneggiatura Mark Frost ha chiarito quanto accaduto ad Audrey dopo la serie originale: si risvegliò dal coma un mese dopo l'esplosione, incinta del doppio di Cooper che l'aveva stuprata, e aprì un salone di bellezza. Dieci anni più tardi, sposò il suo consulente finanziario e si ritirò in una sorta d'isolamento.

## Ulteriori sviluppi

### Seriespin-offe soggetto perMulholland Drive
In origine era programmata per Audrey una serie spin-off, ma poi il progetto fu cancellato. L'idea di tale serie fu riconvertita nel film di Lynch Mulholland Drive. In David Lynch: The Man from Another Place, Dennis Lim dichiara che «mentre stavano lavorando a Twin Peaks, Lynch e Frost si trastullarono anche con l'idea di una serie derivata per il personaggio di Sherilyn Fenn, Audrey Horne, che avrebbe trapiantato la femme fatale da un luogo remoto a Hollywood. Progettarono di chiamarlo Mulholland Drive. Quando Lynch iniziò ad adattare l'idea in una sceneggiatura, l'abbandonò per dedicarsi al film Lost Highway.

### Temi musicali
Angelo Badalamenti compose per il personaggio i Leitmotiv Audrey's Dance, Audrey's Prayer e Audrey.

### Altre influenze
Al personaggio si deve il nome dell'omonima band norvegese.